# Ctenochromis
Genre
Ctenochromis est un genre de poissons de la famille des Cichlidae.

## Liste des espèces
Selon FishBase (24 janvier 2017) :
- Ctenochromis horei (Günther, 1894)
- Ctenochromis luluae (Fowler, 1930)
- Ctenochromis oligacanthus (Regan, 1922)
- Ctenochromis pectoralis Pfeffer, 1893
- Ctenochromis polli (Thys van den Audenaerde, 1964)

Selon ITIS (20 janvier 2020) :
- Ctenochromis benthicola (Matthes, 1962)
- Ctenochromis horei (Günther, 1894)